# Curio articulatus
Curio articulatus là một loài thực vật có hoa trong họ Cúc. Loài này được (L.f.) Sch.Bip. miêu tả khoa học đầu tiên năm 1845.

## Gallery

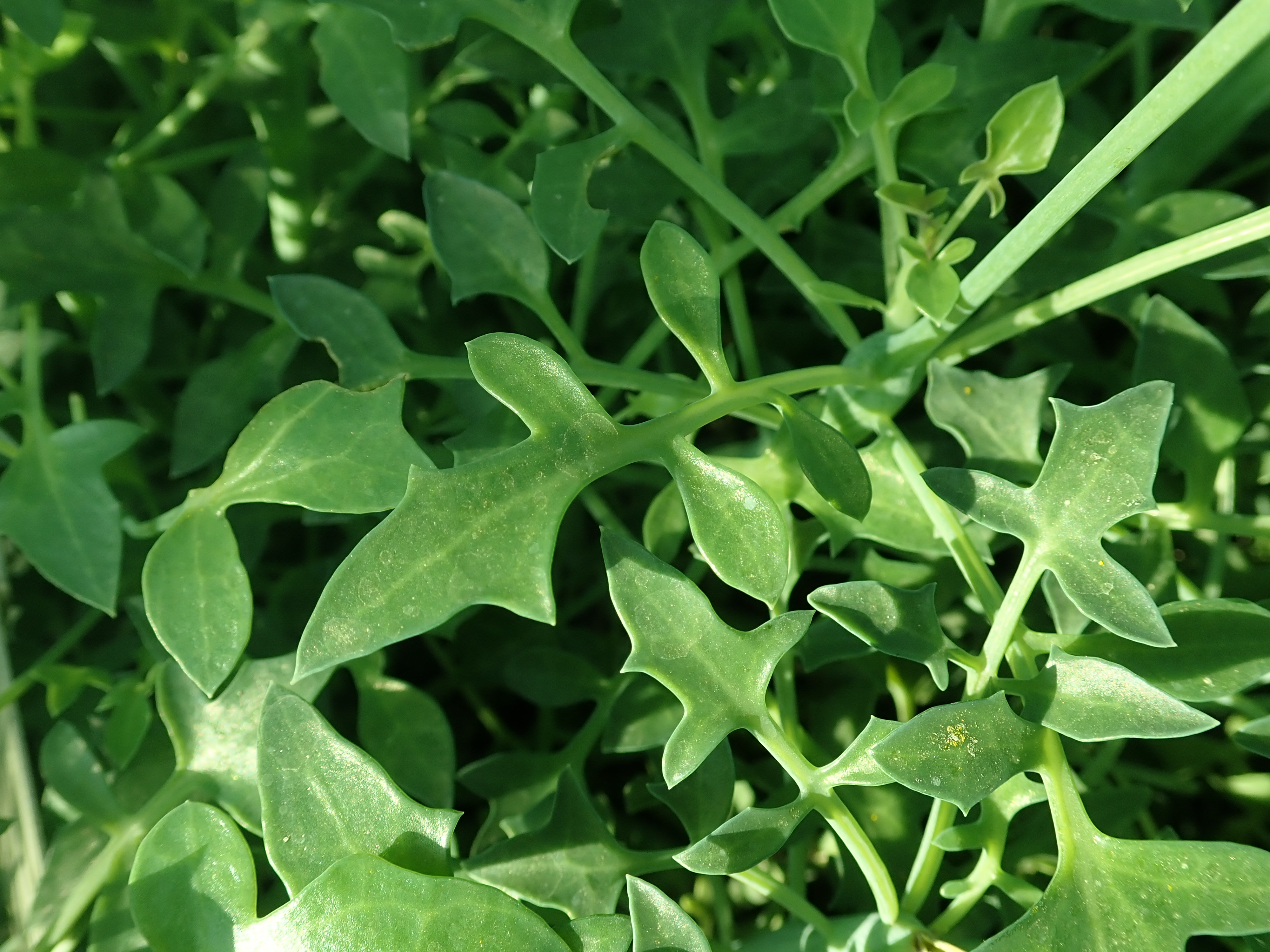
Leaves in a shrub setting
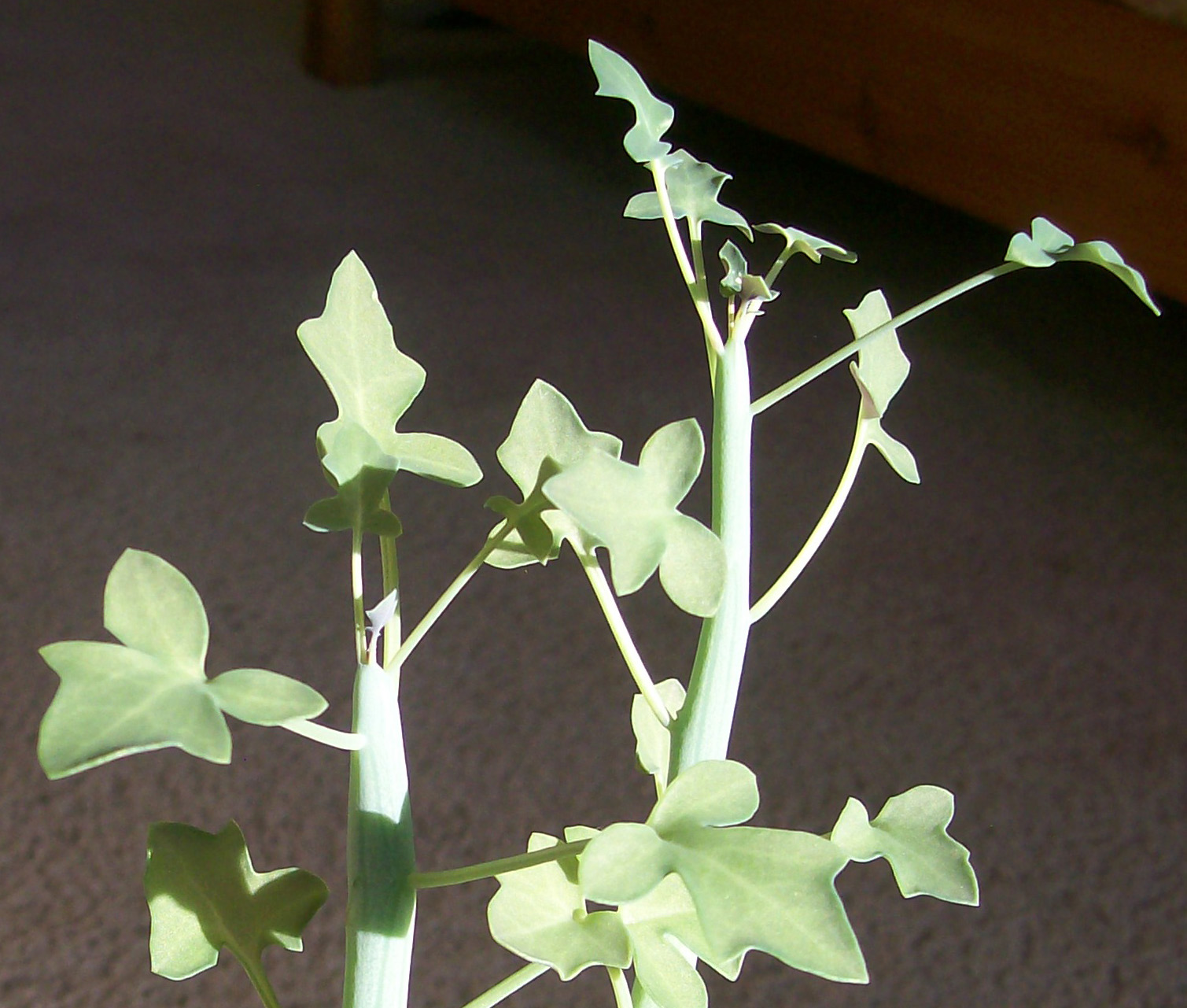
In a container
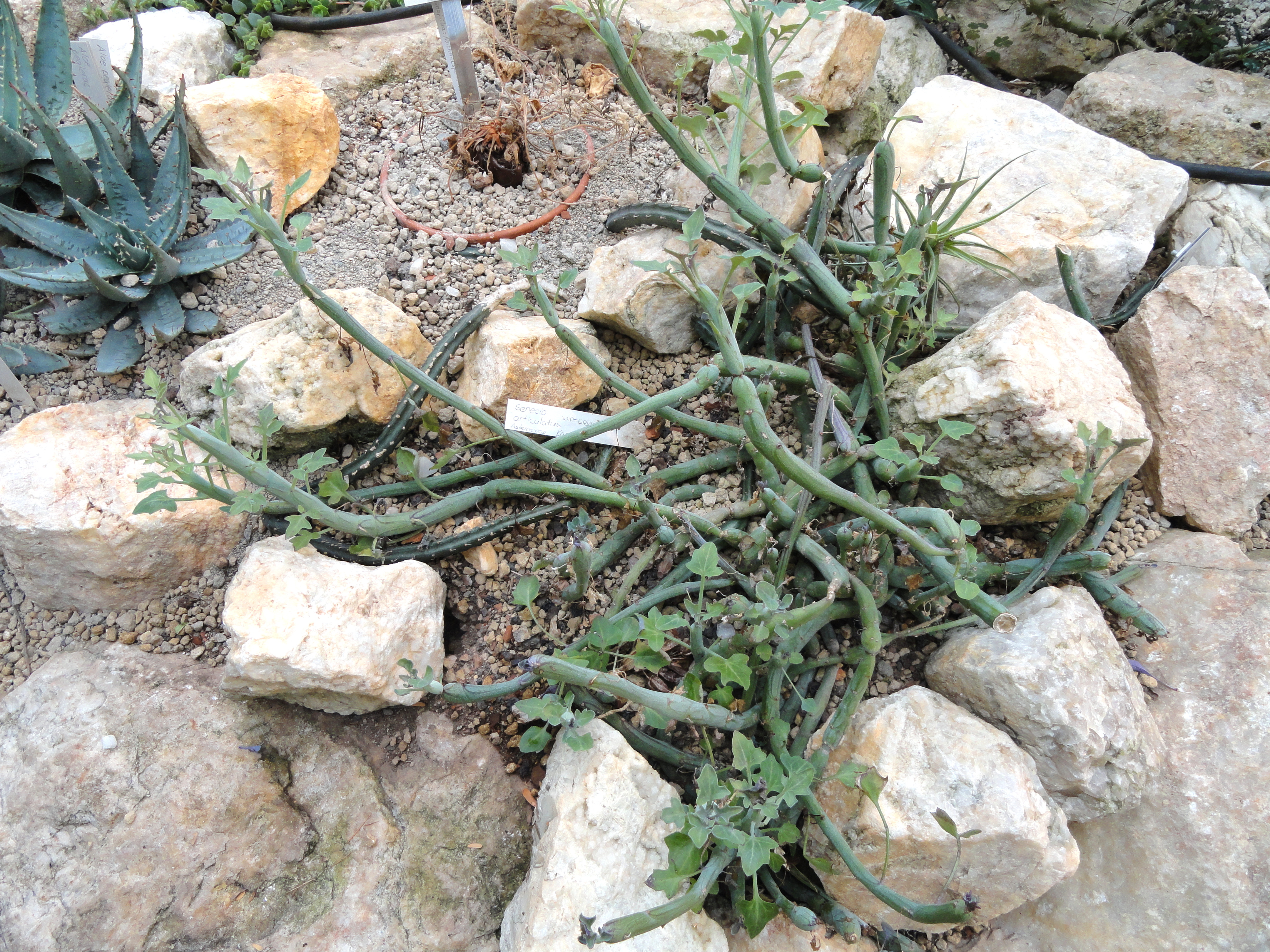
Growing in a rock garden
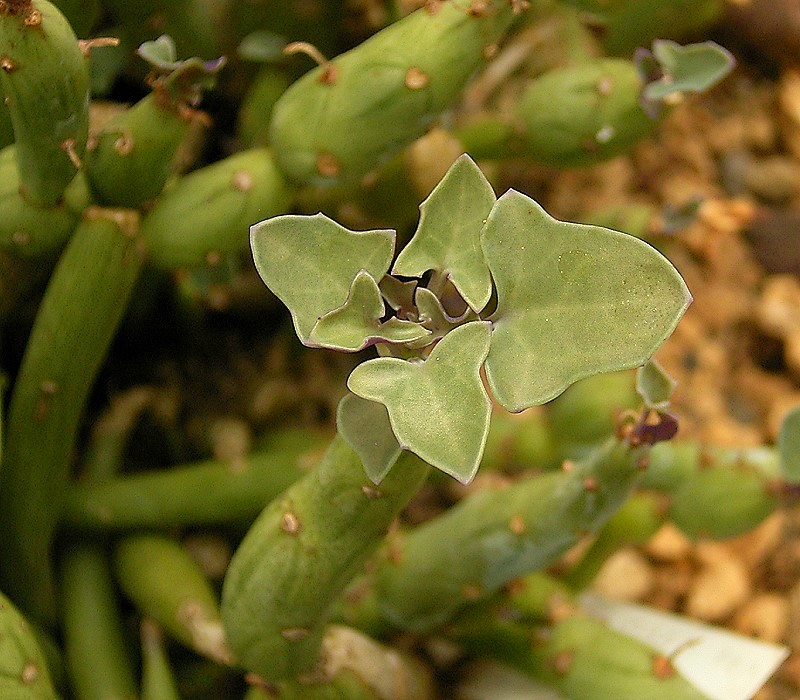
Leaves detail
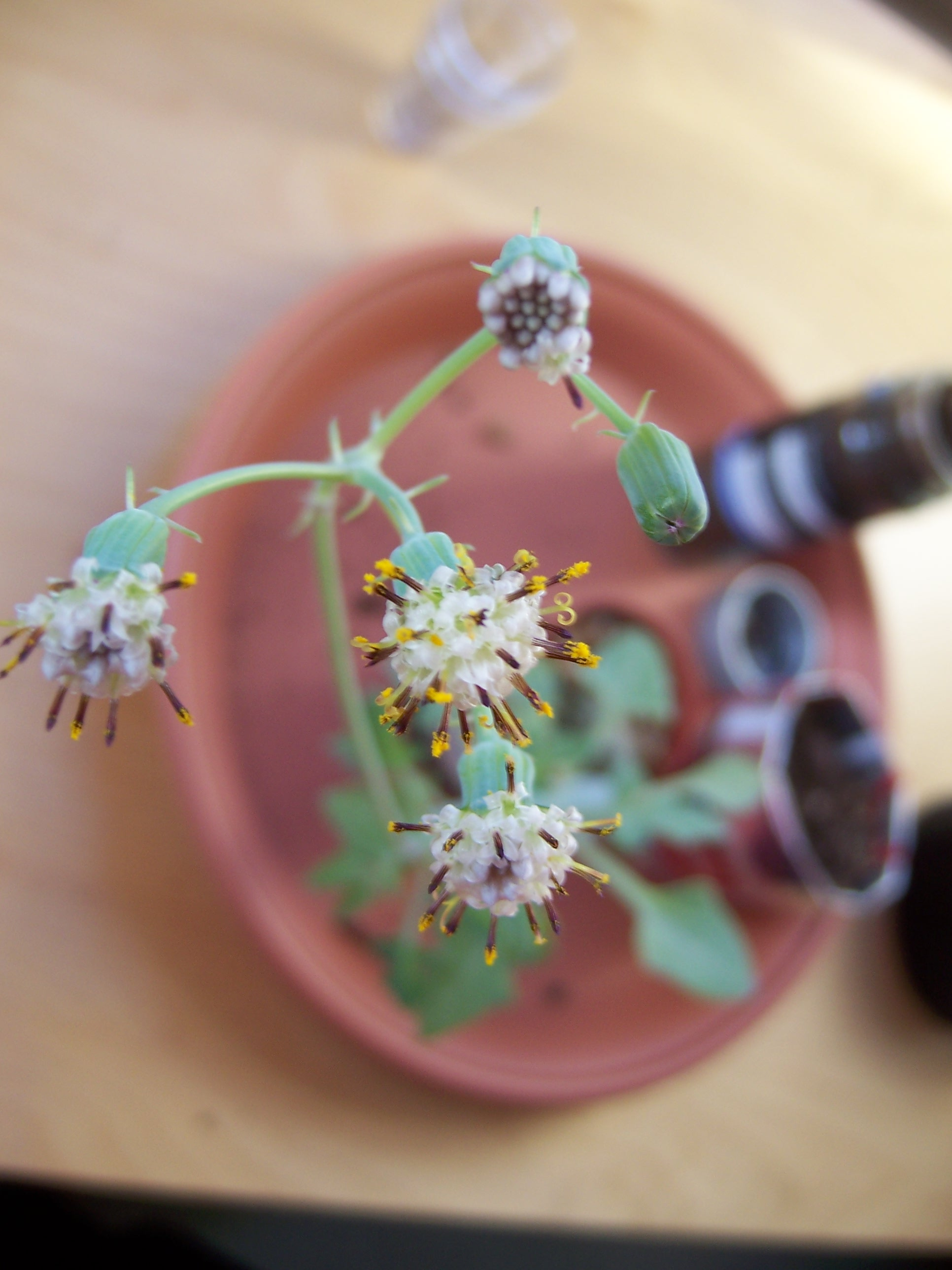
Flower cluster